# هكذا أريد (فلم)
هكذا أريد هو فيلم تلفزي مغربي من إخراج منصف النزهي سنة 2012، وبطولة كل من عبد الإله عاجل، صلاح الدين بنموسى، نجوم الزوهرة، سعاد صابر، نور الدين بكر، وآخرون.

## القصة
يحكي الفليم قصة فتاة يتم اختطافها في ظروف غامضة، ثم يطلب الخاطفون بعدها فدية كبيرة من جد الفتاة، وهو سياسي معروف ذو ثروة كبيرة، ليتضح بعد ذلك أن الخاطفين قد تم استعمالهم من طرف منافس سياسي آخر يهدف إلى إضعاف خصمه، جد الفتاة وزوجته الصحفية البارزة في المعارضة، ليعيش بعدها الجد عدة متاعب لاستعادة حفيدته المخطوفة.